# Fontana di Nettuno (Berlino)
La fontana di Nettuno (in tedesco Neptunbrunnen, in passato Kaiserbrunnen, poi Schloßbrunnen oppure anche Begasbrunnen) è una fontana che si trova a Berlino, nel quartiere di Mitte. È posta sotto tutela monumentale (Denkmalschutz).

## Descrizione

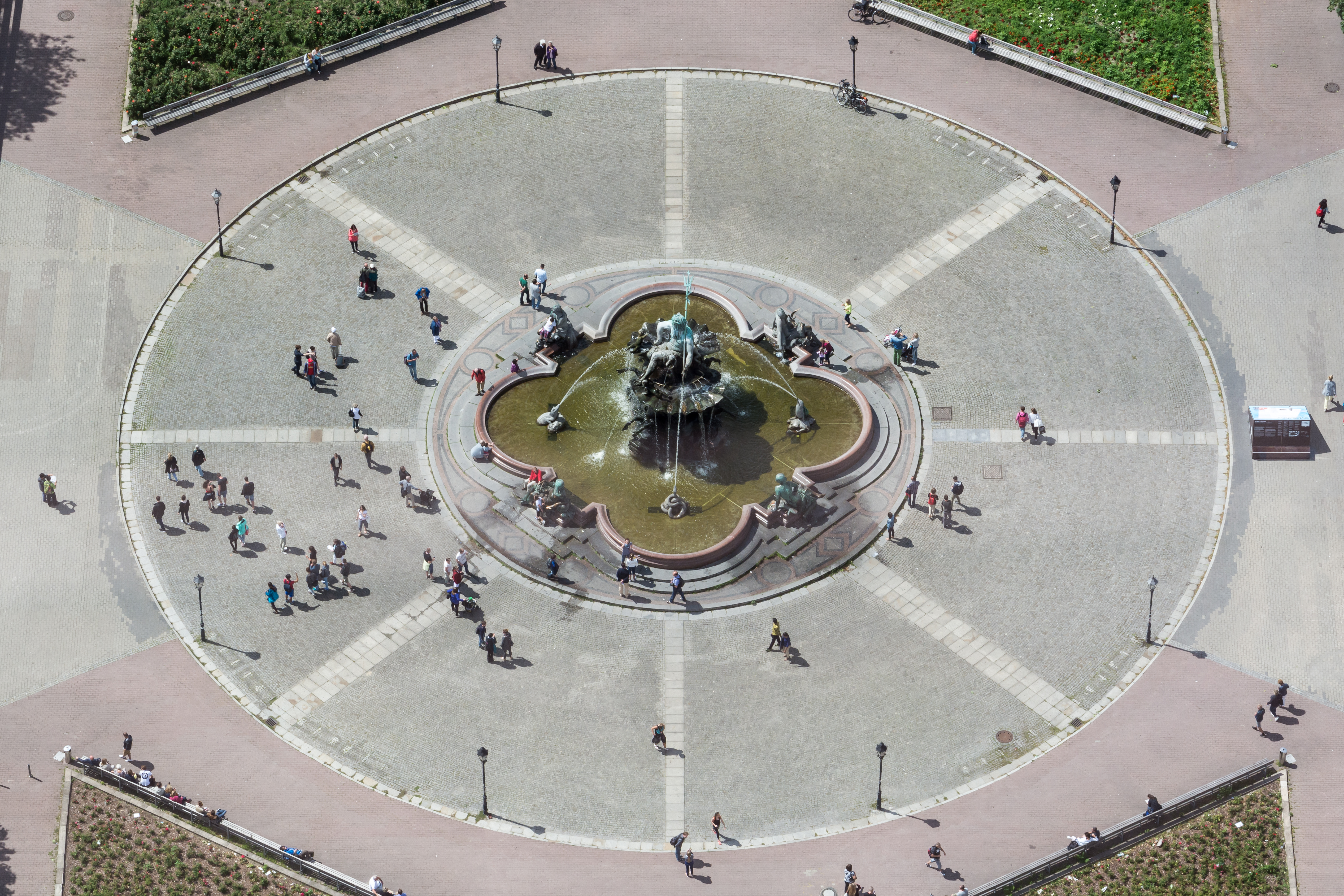
Veduta dall'alto

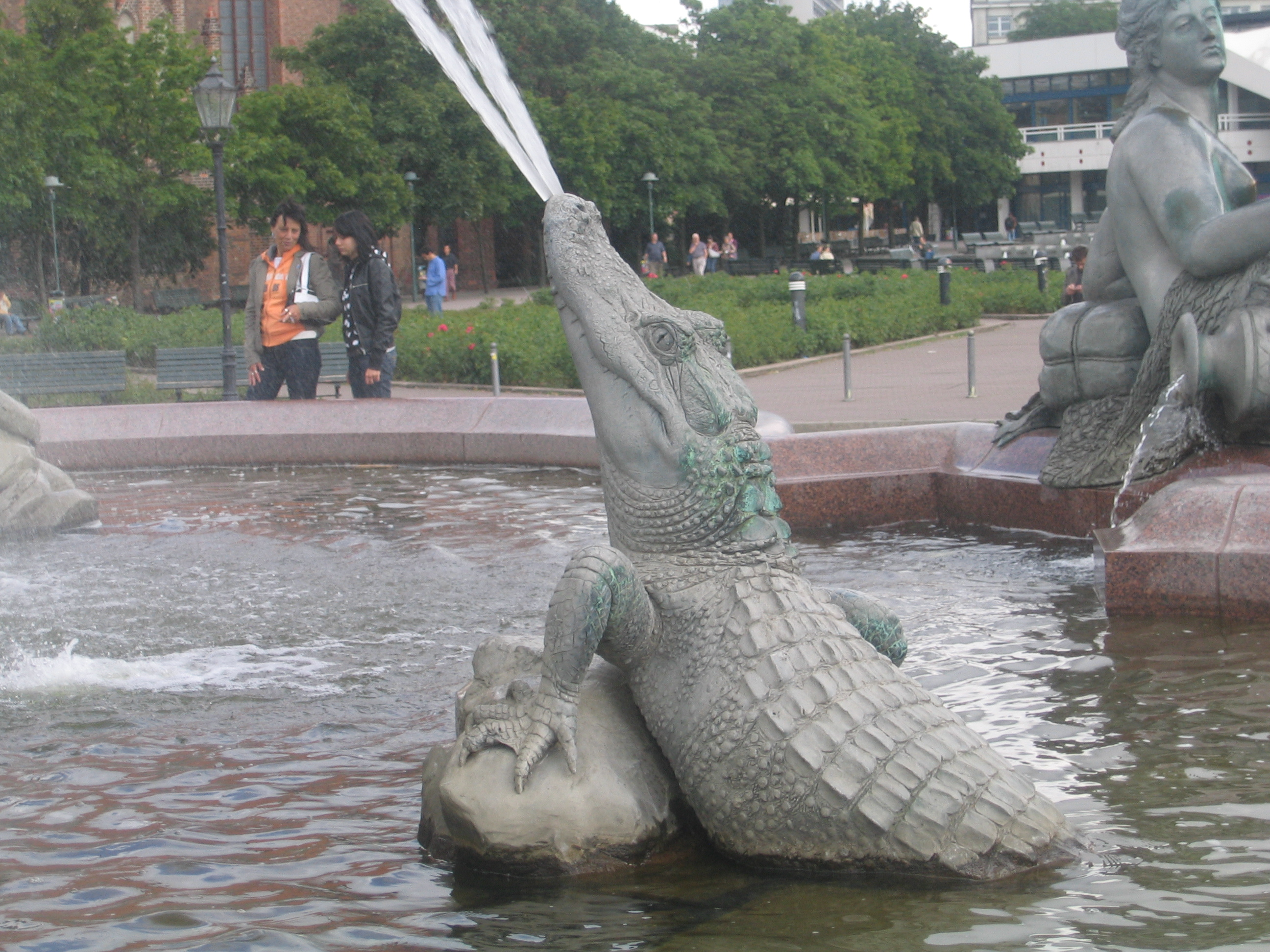
Particolare del coccodrillo

È posta nel grande spazio verde centrale che circonda la torre della televisione; fronteggia, oltre alla stessa torre, il Rotes Rathaus e il Marx-Engels-Forum e la Marienkirche.
Di impostazione neobarocca, rimanda alle fontane barocche romane di Bernini e a quelle presenti nel parco della Reggia di Versailles progettate per il Re Sole.
La figura principale, quella del dio greco-romano Nettuno è raffigurata al centro della fontana; attorno a lui sono disposte le figure allegoriche dei più importanti fiumi della Germania, il Reno, la Vistola, l'Oder e l'Elba. I fiumi sono accompagnati da un coccodrillo, una foca, una tartaruga e un serpente.

## Storia
La fontana fu progettata e realizzata da Reinhold Begas nel 1886. Originariamente si trovava sullo Schlossplatz, di fronte alla facciata meridionale del castello; fu trasferita nella posizione attuale nel 1969,  con il "ridisegno socialista" delle aree centrali di Berlino Est.
Nell'ambito dei lavori intorno all'Humboldt Forum si è iniziato a valutare di riposizionare la fontana nella sua sede originaria. I sostenitori dello spostamento vorrebbero ricostruire per quanto possibile l'ambientazione originaria tra castello, Marstall, Rathausbrücke, Staatsratsgebäude con portale del castello e la Breite Straße. Per il trasferimento della fontana il governo federale ha stanziato nel 2015 una cifra pari a 10 milioni di Euro ma lo stanziamento ha creato insoddisfazione all'interno del Senato di Berlino perché visto come un'ingerenza da parte del governo nelle decisioni di pianificazione urbanistica della città.